# Terrence Jennings (baloncestista)
Terrence Jennings (Sacramento, California, 2 de noviembre de 1988) es un exjugador de baloncesto estadounidense. Con 2,08 metros de estatura, jugaba en la posición de alero.

## Trayectoria deportiva

### Universidad
Jugó tres temporadas con los Louisville de la Universidad de Louisville, en las que promedió 6,4 puntos, 3,8 rebotes y 1,6 tapones por partido. Al término de su temporada júnior se declaró elegible para el Draft de la NBA.

### Profesional
Tras no ser elegido en el Draft de la NBA de 2011, en el mes de septiembre fichó por el Liege Basket de la Ligue Ethias belga, donde jugó una temporada en la que promedió 8,7 puntos y 5,1 rebotes por partido.
Al año siguiente participó con los Philadelphia 76ers en las Ligas de Verano de la NBA, antes de ser elegido en el Draft de la NBA D-League por los Iowa Energy en la segunda ronda, en el puesto 25. Allí jugó 33 partidos, en los que promedió 4,7 puntos y 3,0 rebotes, antes de ser traspasado en marzo de 2013 a los Erie BayHawks, con los que jugó un partido de esa temporada y la siguiente completa, en la que acabó promediando 9,6 puntos y 5,9 rebotes por encuentro.
En 2014 fichó por el equipo de la segunda división china del Jiangxi Xingye Fire Horses, donde sólo disputó cinco partidos, en los que promedió 23,2 puntos y 1,3 6 rebotes. En enero de 2015 fichó por los Shinshu Brave Warriors de la Bj league japonesa, con los que disputó 26 partidos en los que promedió 6,7 puntos y 5,2 rebotes.
Tras una temporada en blanco, en 2016 regresó a los Erie BayHawks, pero fue despedido antes del comienzo de la temporada. En el mes de diciembre fue reclamado por los Grand Rapids Drive, con los que disputó ocho partidos, promediando 3,0 puntos y 11 rebotes. En marzo de 2017 fichó por los Delaware 87ers.